# 3. Liga 2024-2025
La 3. Liga 2024-2025 è la diciassettesima edizione della 3. Liga, la terza serie del campionato tedesco di calcio.

## Stagione

### Novità
| Promosse dalla Fußball-Regionalliga                              | Retrocesse dalla 2. Fußball-Bundesliga  | Promosse in 2. Fußball-Bundesliga   | Retrocesse in Fußball-Regionalliga      |
| ---------------------------------------------------------------- | --------------------------------------- | ----------------------------------- | --------------------------------------- |
| Alemannia Aquisgrana Energie Cottbus Hannover 96 II Stoccarda II | Hansa Rostock Osnabrück Wehen Wiesbaden | Ulma Preußen Münster Jahn Ratisbona | Hallescher Duisburg Lubecca Friburgo II |

## Squadre partecipanti
| Club                 | Città                   | Stadio                   | Stagione precedente                 |
| -------------------- | ----------------------- | ------------------------ | ----------------------------------- |
| Alemannia Aquisgrana | Aquisgrana              | Stadio Tivoli            | 1º posto in Regionalliga Ovest      |
| Arminia Bielefeld    | Bielefeld               | Donaustadion             | 14º posto in 3. Liga                |
| Borussia Dortmund II | Dortmund                | Stadion Rote Erde        | 11º posto in 3. Liga                |
| Dinamo Dresda        | Dresda                  | DDV-Stadion              | 4º posto in 3. Liga                 |
| Energie Cottbus      | Cottbus                 | Stadion der Freundschaft | 1º posto in Regionalliga Nord Ovest |
| Erzgebirge Aue       | Aue                     | Erzgebirgsstadion        | 14º posto in 3. Liga                |
| Hannover 96 II       | Hannover                | Eilenriedestadion        | 1º posto in Regionalliga Nord       |
| Hansa Rostock        | Rostock                 | Ostseestadion            | 17º posto in 2. Fußball-Bundesliga  |
| Ingolstadt 04        | Ingolstadt              | Audi-Sportpark           | 10º posto in 3. Liga                |
| Monaco 1860          | Monaco di Baviera       | Grünwalder Stadion       | 15º posto in 3. Liga                |
| Osnabrück            | Osnabruck               | Osnatel Arena            | 18º posto in 2. Fußball-Bundesliga  |
| Rot-Weiss Essen      | Essen                   | Stadion Essen            | 7º posto in 3. Liga                 |
| Saarbrücken          | Saarbrücken             | Ludwigsparkstadion       | 5º posto in 3. Liga                 |
| Sandhausen           | Sandhausen              | Hardtwaldstadion         | 8º posto in 3. Liga                 |
| Stoccarda II         | Aspach                  | Mechatronik Arena        | 1º posto in Regionalliga Sud Ovest  |
| Unterhaching         | Unterhaching            | Sportpark Unterhaching   | 16º posto in 3. Liga                |
| Verl                 | Verl                    | Benteler-Arena           | 12º posto in 3. Liga                |
| Viktoria Colonia     | Colonia                 | Sportpark Höhenberg      | 13º posto in 3. Liga                |
| Waldhof Mannheim     | Mannheim                | Carl-Benz-Stadion        | 16º posto in 3. Liga                |
| Wehen Wiesbaden      | Taunusstein - Wiesbaden | BRITA-Arena              | 16º posto in 2. Fußball-Bundesliga  |

## Allenatori e primatisti
Aggiornato al 31 marzo 2025
| Squadra              | Allenatore                                                       | Calciatore più presente | Cannoniere                                 |
| -------------------- | ---------------------------------------------------------------- | ----------------------- | ------------------------------------------ |
| Alemannia Aquisgrana | Heiner Backhaus                                                  |                         | Sasa Strujic (7)                           |
| Arminia Bielefeld    | Mitch Kniat                                                      |                         | Julian Kania (12)                          |
| Borussia Dortmund II | Jan Zimmermann                                                   |                         | Julian Hettwer (11)                        |
| Dinamo Dresda        | Thomas Stamm                                                     |                         | Christoph Daferner (16)                    |
| Energie Cottbus      | Claus-Dieter Wollitz                                             |                         | Timmy Thiele Tolcay Cigerci (12)           |
| Erzgebirge Aue       | Pavel Dočev (1-19) Jens Härtel (19-)                             |                         | Marcel Bär (11)                            |
| Hannover 96 II       | Daniel Stendel                                                   |                         | Eric Uhlmann (5)                           |
| Hansa Rostock        | Bernd Hollerbach (1-12) Daniel Brinkmann (13-)                   |                         | Sigurd Haugen (8)                          |
| Ingolstadt 04        | Sabrina Wittmann                                                 |                         | Sebastian Grønning (16)                    |
| Monaco 1860          | Argirios Giannikīs (1-20) Patrick Glöckner (21-)                 |                         | Maximilian Wolfram (8)                     |
| Osnabrück            | Uwe Koschinat (1-17) Marco Antwerpen (18-)                       |                         | Ba-Muaka Simakala (8)                      |
| Rot-Weiss Essen      | Christoph Dabrowski (1-17) Uwe Koschinat (18-)                   |                         | Ahmet Arslan (9)                           |
| Saarbrücken          | Rüdiger Ziehl                                                    |                         | Kai Brünker (7)                            |
| Sandhausen           | Sreto Ristić (1-19) Kenan Koçak (20-)                            |                         | Dominic Baumann (9)                        |
| Stoccarda II         | Markus Fiedler                                                   |                         | Wahid Faghir (7)                           |
| Unterhaching         | Marc Unterberger (1-19) Heiko Herrlich (20-29) Sven Bender (30-) |                         | Julian Kügel (5)                           |
| Verl                 | Alexander Ende                                                   |                         | Berkan Taz (8)                             |
| Viktoria Colonia     | Olaf Janßen                                                      |                         | Lex-Tyger Lobinger Serhat-Semih Güler (13) |
| Waldhof Mannheim     | Marco Antwerpen (1-5) Bernhard Trares (6-)                       |                         | Felix Lohkemper (7)                        |
| Wehen Wiesbaden      | Nils Döring                                                      |                         | Fatih Kaya (13)                            |

## Classifica
Aggiornamento al 18 maggio 2025
|  | Pos. | Squadra              | Pt | G  | V  | N  | P  | GF | GS | DR  |
|  | ---- | -------------------- | -- | -- | -- | -- | -- | -- | -- | --- |
|  | 1.   | Arminia Bielefeld    | 72 | 38 | 21 | 9  | 8  | 64 | 36 | +28 |
|  | 2.   | Dinamo Dresda        | 70 | 38 | 20 | 10 | 8  | 71 | 40 | +31 |
|  | 3.   | Saarbrücken          | 65 | 38 | 18 | 11 | 9  | 59 | 47 | +12 |
|  | 4.   | Energie Cottbus      | 62 | 38 | 18 | 8  | 12 | 64 | 54 | +10 |
|  | 5.   | Hansa Rostock        | 60 | 38 | 18 | 6  | 14 | 54 | 46 | +8  |
|  | 6.   | Viktoria Colonia     | 59 | 38 | 18 | 5  | 15 | 59 | 48 | +11 |
|  | 7.   | Verl                 | 57 | 38 | 15 | 12 | 11 | 62 | 55 | +7  |
|  | 8.   | Rot-Weiss Essen      | 56 | 38 | 16 | 8  | 14 | 55 | 54 | +1  |
|  | 9.   | Wehen Wiesbaden      | 55 | 38 | 15 | 10 | 13 | 59 | 60 | -1  |
|  | 10.  | Ingolstadt 04        | 54 | 38 | 14 | 12 | 12 | 72 | 63 | +9  |
|  | 11.  | Monaco 1860          | 53 | 38 | 15 | 8  | 15 | 57 | 61 | -4  |
|  | 12.  | Alemannia Aquisgrana | 50 | 38 | 12 | 14 | 12 | 44 | 44 | 0   |
|  | 13.  | Erzgebirge Aue       | 50 | 38 | 15 | 5  | 18 | 52 | 65 | -13 |
|  | 14.  | Osnabrück            | 48 | 38 | 13 | 9  | 16 | 46 | 55 | -9  |
|  | 15.  | Stoccarda II         | 47 | 38 | 12 | 11 | 15 | 49 | 59 | -10 |
|  | 16.  | Waldhof Mannheim     | 46 | 38 | 11 | 13 | 14 | 43 | 45 | -2  |
|  | 17.  | Borussia Dortmund II | 43 | 38 | 11 | 10 | 17 | 53 | 60 | -7  |
|  | 18.  | Hannover 96 II       | 37 | 38 | 9  | 10 | 19 | 51 | 70 | -19 |
|  | 19.  | Sandhausen           | 35 | 38 | 9  | 8  | 21 | 49 | 69 | -20 |
|  | 20.  | Unterhaching         | 25 | 38 | 4  | 13 | 21 | 40 | 72 | -32 |

## Spareggio promozione
Allo spareggio retrocessione sono ammesse la sedicesima classificata in 2. Fußball-Bundesliga e la terza classificata in 3. Liga.
|                        | Risultati   |                        | Luogo e data                 |
| ---------------------- | ----------- | ---------------------- | ---------------------------- |
| Saarbrücken            | 0 - 2       | Eintracht Braunschweig | Saarbrucken, 23 maggio 2025  |
| Eintracht Braunschweig | 2 - 2 (dts) | Saarbrücken            | Braunschweig, 27 maggio 2025 |
|                        |             |                        |                              |

## Statistiche

### Squadre

#### Capoliste solitarie
|    | —— | —— | —— | —— | —— | —— | —— | —— | ——  | ——  | ——  | ——  | ——  | ——  | ——  | ——  | ——  | ——  | ——  | ——  | ——  | ——  | ——  | ——  | ——  | ——  | ——  | ——  | ——  | ——  | ——  | ——  | ——  | ——  | ——  | ——  | ——  | —— |  |
|    |    |    |    |    |    |    |    |    |     |     |     |     |     |     |     |     |     |     |     |     |     |     |     |     |     |     |     |     |     |     |     |     |     |     |     |     |     |    |  |
|    |    |    |    |    |    |    |    |    |     |     |     |     |     |     |     |     |     |     |     |     |     |     |     |     |     |     |     |     |     |     |     |     |     |     |     |     |     |    |  |
|    |    |    |    |    |    |    |    |    |     |     |     |     |     |     |     |     |     |     |     |     |     |     |     |     |     |     |     |     |     |     |     |     |     |     |     |     |     |    |  |
| 1ª | 2ª | 3ª | 4ª | 5ª | 6ª | 7ª | 8ª | 9ª | 10ª | 11ª | 12ª | 13ª | 14ª | 15ª | 16ª | 17ª | 18ª | 19ª | 20ª | 21ª | 22ª | 23ª | 24ª | 25ª | 26ª | 27ª | 28ª | 29ª | 30ª | 31ª | 32ª | 33ª | 34ª | 35ª | 36ª | 37ª | 38ª |    |  |

### Individuali

#### Classifica marcatori
| Gol |  |  | Giocatore          | Squadra              |
| --- |  |  | ------------------ | -------------------- |
| 16  |  |  | Christoph Daferner | Dinamo Dresda        |
| 16  |  |  | Sebastian Grønning | Ingolstadt           |
| 13  |  |  | Lex-Tyger Lobinger | Viktoria Koln        |
| 13  |  |  | Serhat-Semih Güler | Viktoria Koln        |
| 13  |  |  | Fatih Kaya         | Wehen Wiesbaden      |
| 12  |  |  | Timmy Thiele       | Energie Cottbus      |
| 12  |  |  | Tolcay Ciğerci     | Energie Cottbus      |
| 12  |  |  | Julian Kania       | Arminia Bielefeld    |
| 11  |  |  | Marcel Bär         | Erzgebirge Aue       |
| 11  |  |  | Julian Hettwer     | Borussia Dortmund II |
| 10  |  |  | Moritz Flotho      | Wehen Wiesbaden      |
| 9   |  |  | Ahmet Arslan       | Rot-Weiss Essen      |
| 9   |  |  | Dominic Baumann    | Sandhausen           |
| 8   |  |  | Berkan Taz         | Verl                 |
| 8   |  |  | Said El Mala       | Viktoria Koln        |
| 8   |  |  | Maximilian Wolfram | Monaco 1860          |
| 8   |  |  | Maximilian Krauß   | Energie Cottbus      |